# Shinsen shōjiroku

Le Shinsen shōjiroku (新撰姓氏録, Nouvelle sélection et enregistrement des titres héréditaires et des noms de famille) est une notice généalogique japonaise commandée par l'empereur Saga. Contenue en trente volumes, la compilation a été réalisée par le prince Manda, Fujiwara no Otsugu et Fujiwara no Sonohito entre autres. Elle a d'abord été achevée en 814 mais a été remaniée pour être complétée en 815.

## Contenu
La compilation contient les enregistrements généalogiques de 1 182 familles réparties selon leurs racines d'origine :
- divine : 404 familles ;
- vassale : 335 familles ;
- étrangère : 326 familles dont 163 viennent de Chine, 104 de Baekje, 41 de Koguryŏ, 9 de Silla et 9 de Gaya.

Ces catégories principales sont par ailleurs sous-catégorisées en fonction de leur région d'enregistrement actuelle. Quelques 117 familles ne sont pas catégorisées.